# Liste der denkmalgeschützten Objekte in Mašťov
Grundlage dieser Liste der denkmalgeschützten Objekte in Mašťov ist die ÚSKP-Liste (Ústřední seznam kulturních památek České republiky, deutsch Zentrale Liste der Kulturdenkmäler der Tschechischen Republik), die von der tschechischen Denkmalschutzbehörde NPÚ (Národní památkový ústav, deutsch Nationale Denkmalbehörde) seit 1987 geführt wird und an die seit dem Jahr 1850 geschaffenen Listen anschließt.

## Mašťov(Maschau)
| Lage                       | Objekt                                        | Beschreibung                                                                  | ÚSKP-Nr.                 | Bild                                          |
| -------------------------- | --------------------------------------------- | ----------------------------------------------------------------------------- | ------------------------ | --------------------------------------------- |
| Mašťov 1 (Standort)        | Schloss Mašťov                                | Schloss Mašťov (Schloss Maschau), Umbau der Burg zum Renaissance-Schloss 1571 | 40316/5-628 Info Katalog | weitere Bilder                                |
| Mašťov (Standort)          | Grabkapelle der Familie Mladota von Solopisk  | Grabkapelle der Familie Mladota von Solopisk                                  | 43758/5-626 Info Katalog | weitere Bilder                                |
| Mašťov (Standort)          | Kirche Mariä Himmelfahrt                      | Pfarrkirche Mariä Himmelfahrt                                                 | 29769/5-625 Info Katalog | weitere Bilder                                |
| Mašťov 18 (Standort)       | Bauernhaus Nr. 18                             | Bauerngehöft                                                                  | 28876/5-630 Info Katalog | BW                                            |
| Mašťov 75 (Standort)       | Haus Nr. 75                                   | Bürgerhaus                                                                    | 32994/5-634 Info Katalog | Haus Nr. 75                                   |
| Mašťov 79 (Standort)       | Haus Nr. 79                                   | Bürgerhaus                                                                    | 25665/5-635 Info Katalog | Haus Nr. 79                                   |
| Mašťov 87 (Standort)       | Bauernhaus Nr. 87                             | Bauerngehöft                                                                  | 16965/5-638 Info Katalog | Bauernhaus Nr. 87                             |
| Mašťov 99 (Standort)       | Pfarrhaus                                     | Pfarrhaus                                                                     | 23789/5-629 Info Katalog | BW                                            |
| Mašťov (Standort)          | Barbarakirche                                 | Kirche der hl. Barbara                                                        | 20354/5-627 Info Katalog | weitere Bilder                                |
| Mašťov, náměstí (Standort) | Statue des hl. Florian und des hl. Laurentius | Statue des hl. Florian und des hl. Laurentius                                 | 37126/5-632 Info Katalog | Statue des hl. Florian und des hl. Laurentius |
| Mašťov (Standort)          | Statue des hl. Johannes von Nepomuk           | Statue des hl. Johannes von Nepomuk                                           | 85874/5-631 Info Katalog | Statue des hl. Johannes von Nepomuk           |
| Mašťov (Standort)          | Statue des hl. Adalbert                       | Statue des hl. Adalbert                                                       | 33334/5-633 Info Katalog | BW                                            |